# Генріх III (король Франції)
Ге́нріх III (фр. Henri III, пол. Henryk III; 19 вересня 1551 — 2 серпня 1589) — король Франції (1574—1589); король Польщі (1573—1574).
Останній представник французької династії Валуа на французькому троні. Народився у Фонтенбло, Франція. Четвертний син французького короля Генріха ІІ і Катерини Медічі. Через низькі шанси успадкувати батьків престол погодився на обрання королем Польщі (1573). За свого короткого правління у Речі Посполитій затвердив Генрихові артикули, що обмежували права монарха і надавали широкі привілеї шляхті. Після смерті свого бездітного брата, французького короля Карла IX, покинув Польщу аби зайняти його трон. Керував країною під час релігійних війн у Франції між католиками та протестантами. Вбив своїх опонентів, братів-католиків де Гізів. Загинув у Сен-Клу, Франція від руки католика-фанатика. Похований у паризькій Базиліці святого Діонісія.

## Імена
- Генріх III — як король Франції.
- Гєндрик — у староукраїнських джерелах[6];

## Життєпис

### Дитинство

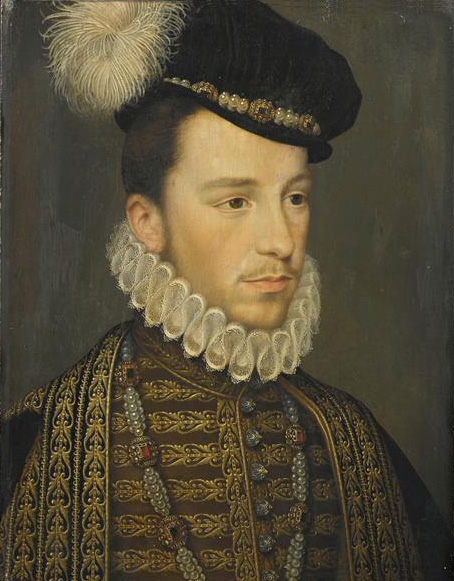
Генріх Анжуйський. Портрет Франсуа Клуе (1570), Лувр

Днем свого народження Генріх ІІІ завжди вважав 18 вересня 1551 року, хоча насправді він з'явився на світ за 40 хвилин після опівночі, тобто дев'ятнадцятого. При хрещенні отримав ім'я Александр-Едуард і титул герцога Ангулемського. Його батьки Генріх II Валуа і Катерина Медічі одружилися 1533 року; перші одинадцять років дітей у них не було.
У Генріха було четверо старших братів та сестер: Франциск ІІ, «маленький дофін», народжений у 1544 році, офіційно оголошений дофіном у 1547 році, коли його батько зайняв трон; Єлизавета, що пізніше стала дружиною Філіпа ІІ Іспанського; Клод, у 1559 році вийшла заміж за Карла ІІІ, герцога Лотаринзького і де Бар, і Шарль-Максиміліан, якому рання смерть старшого брата принесла корону, зробив його Карлом ІХ. П'ята дитина — Луї, помер у жовтні 1550 році у віці 20 місяців.
Молодшими братами і сестрами Генріха були: Маргарита, відоміша як «королева Марго», що за тиждень до Варфоломіївської ночі вийшла заміж за Генріха Наварського, майбутнього короля Франції Генріха IV, і Франциск (мав при народженні ім'я Еркюль, єдиний з чотирьох братів, що не став королем). 1556 року народилися сестри-двійнята Жанна і Вікторія, які невдовзі померли.
Висока дитяча смертність, характерна для цієї епохи не обійшла стороною королівську родину. Але завдяки кращому медичному обслуговуванню та сприятливими умовами життя для неї це не мало таких катастрофічних наслідків, як для нижчих прошарків суспільства. З шести братів та сестер, що пережили дитинство, п'ятеро померли раніше Генріха. Лише Маргарита пережила його і досягла 62-річного віку. Вона і Генріх єдині з десяти дітей, що залишалися живими до дня смерті їхньої матері — 5 січня 1589 р. Всі представники останнього покоління Валуа відрізнялися слабким імунітетом; їхнім страшним бичем був туберкульоз, проти якого тогочасна медицина не знала засобів лікування. Під час конфірмації 17 березня 1565 р. Александр-Едуард отримав ім'я Генріх — в честь його батька. Його молодший брат Еркюль (Геркулес), чиї «фізичні та інтелектуальні потворності зовсім не відповідали його імені» (Холт), через рік отримав таким же способом ім'я Франсуа.
Від лютого 1566 року він мав титул герцога Алансонського; пізніше фігурує, як герцог Анжуйський. З початку його, як сина короля називали Monseigneur, потім Monsieur. В історичній літературі обох братів — Генріха і Франсуа — з 1566 року іменують просто «Анжу» і «Алансон». Коли Генріх став королем, титули Monsieur  (1574), герцог Анжуйський (1576) перейшли до Франсуа, колишньому Алансону.
Александр-Едуард-Генріх був життєрадісною, дружньою та розумною дитиною. Освітою молодого принца займалися відомі люди свого часу — Франсуа Карнавале та єпископ Жак Ам'є, відомий своїми перекладами Арістотеля. Юнаком він багато читав, залюбки вів бесіди про літературу, брав уроки риторики, непогано танцював та фехтував, міг зачаровувати своєю елегантністю та манерами. Ідеально володів італійською (якою часто розмовляв з матір'ю), читав праці Макіавеллі. Як і інші дворяни він рано почав займатися різними фізичними вправами і пізніше, під час військових походів, показав хорошу вправність у ратній справі.
Особа та поведінка Генріха різко виділялися при французькому дворі. Пізніше, під час приїзду до Польщі викликали культурний шок у місцевого населення. У 1573 році посол Венеції в Парижі Морісоні писав про розкішний одяг принца, про його майже «дамську делікатність», про його сережки в кожному вусі. «Він не задовольнився однією сережкою в кожному з них — йому необхідні подвійні, прикрашені дорогоцінними каменями та перлами…». Все частіше почали лунати та передаватися з уст в уста чутки про гомосексуальність принца Анжуйського, який отримав прізвисько — «принц Содома».
Сама Катерина, яка любила Генріха більше, ніж інших дітей, мріяла залишити йому корону. Вона називала його «моє все» (mon tout) і «мій маленький орел» (mon petit aigle). Вона підписувала свої листи до нього «ваша ніжно любляча матір» і бачила в ньому риси характеру, що нагадували їй її предків Медічі. Генріх у дитинстві був її улюбленцем, а пізніше став її довіреною особою.
Але для цього матері довелося сильно попрацювати. У 9 років Генріх почав цікавитися гугенотами і став поступово зближуватися з їхнім світом, називаючи себе «маленьким протестантом». Більше того, він почав долучати до протестантизму і Маргариту (що потім мало вирішальні наслідки для історії Франції). Він співав гугенотські пісні, не дотримувався католицьких обрядів і навіть намагався розбити статую святого Павла. Проте, виховуючись при католицькому дворі, навряд чи він міг серйозно думати, що все так залишиться. Взявши сина у «залізні рукавиці», Катерина протягом трьох років зуміла вибити з нього гугенотські погляди та перетворити його на ревного католика.
Відносини між королем Карлом і Генріхом були дещо натягнуті — безперечно через інтелектуальні переваги молодшого, до того ж улюбленця матері. Карл не любив брата і дуже його остерігався, як претендента на престол. Певна ворожість, очевидно, збільшувалася в ході більш ніж дворічної подорожі, яку королівський двір зробив по всій Франції. Цією подорожжю і передачею Генріху 8 лютого 1566 року як апанажу герцогств Анжу, Бурбоне і Мен, що дало йому фінансову незалежність, закінчився перший етап його життя.

## Родина
Дружина — Луїза Лотаринзька (1553—1601)
Діти: не було

## Титул
Як король Речі Посполитої титулувався:
- Dei gratia Rex Christianissimus Poloniae, magnus dux Lithuaniae, necnon terrarum Cracoviae, Sandomiriae, Syradiae, Lanciciae, Cuiaviae, Russiae, Prussiae, Masoviae, Samogitiae, Culmensis, Elbingensis, Pomeraniae, Livoniae, Kiioviae, Woliniae, Podlachiae etc. dominus nec non dux Andium, Borboniorum, Alvernorum, comes Marchiae Foresti Quercii, Rovergii, Montisforti etc.